# Kakod
Kakod là một thị xã và là một nagar panchayat của quận Gautam Buddha Nagar thuộc bang Uttar Pradesh, Ấn Độ.

## Nhân khẩu
Theo điều tra dân số năm 2001 của Ấn Độ, Kakod có dân số 7119 người. Phái nam chiếm 53% tổng số dân và phái nữ chiếm 47%. Kakod có tỷ lệ 43% biết đọc biết viết, thấp hơn tỷ lệ trung bình toàn quốc là 59,5%: tỷ lệ cho phái nam là 53%, và tỷ lệ cho phái nữ là 33%. Tại Kakod, 22% dân số nhỏ hơn 6 tuổi.